# John Ramsay (13. hrabia Dalhousie)
John William Ramsay, 13. hrabia Dalhousie KT (ur. 29 stycznia 1847 we Fraserburgh, zm. 25 listopada 1887 w Le Havre) – brytyjski arystokrata i polityk, członek Partii Liberalnej, minister w trzecim rządzie Williama Ewarta Gladstone’a.

## Życiorys
Był synem George’a Ramsaya, 12. hrabiego Dalhousie, i Sarah Robertson, córki Williama Robertsona. W latach 1861–1879 służył w Royal Navy. W 1875 r. ukończył Balliol College na Uniwersytecie Oksfordzkim. W 1880 r. został wybrany do Izby Gmin jako reprezentant okręgu Liverpool, ale jeszcze w tym samym roku zmarł jego ojciec i John, jako 13. hrabia Dalhousie, zasiadł w Izbie Lordów.
W latach 1880-1885 był Lordem-in-Waiting. W 1881 r. otrzymał Order Ostu. W 1886 r. był przez kilka miesięcy ministrem ds. Szkocji. Zmarł w 1887 r. podczas drogi powrotnej ze Stanów Zjednoczonych, dzień po śmierci swojej żony.
6 grudnia 1877 w Londynie poślubił lady Idę Bennet (22 czerwca 1857 - 24 listopada 1887), córkę Charlesa Benneta, 6. hrabiego Tankerville, i lady Olivii Montagu, córki 6. księcia Manchester. John i Ida mieli razem pięciu synów:
- Arthur George Maule Ramsay (4 września 1878 - 23 grudnia 1928), 14. hrabia Dalhousie
- Patrick William Maule Ramsay (20 września 1879 - 19 czerwca 1962)
- admirał Alexander Robert Maule Ramsay (29 maja 1881 - 8 października 1972)
- Charles Fox Maule Ramsay (5 marca 1885 - październik 1926), ożenił się z Aline Leslie, nie miał dzieci
- porucznik Ronald Edward Maule Ramsay (5 marca 1885 - 24 kwietnia 1909)